# Clubiona delicata
Clubiona delicata là một loài nhện trong họ Clubionidae.
Loài này thuộc chi Clubiona. Clubiona delicata được Raymond Robert Forster miêu tả năm 1979.